# Haplochromis humilis
Haplochromis humilis är en fiskart som först beskrevs av Steindachner, 1866.  Haplochromis humilis ingår i släktet Haplochromis och familjen Cichlidae. Inga underarter finns listade i Catalogue of Life.